# Franz West
Pour les articles homonymes, voir West.
Franz West, né le 16 février 1947 à Vienne et mort le 26 juillet 2012 dans la même ville, est un artiste contemporain autrichien.
Franz West compte parmi les artistes actuels les plus importants en Autriche. Il s'est fait connaître principalement pour ses œuvres tridimensionnelles (sculptures en plastique, œuvres in situ, installations dans des salles d'exposition). Il est aussi le créateur de performances, de graphismes et d'affiches.

## Biographie
Franz West étudie à l'Académie des arts graphiques de Vienne avec le sculpteur Bruno Gironcoli. 
Ses premières expositions datent des années 1980, bien que ses premières sculptures soient antérieures avec des œuvres dénommées Paßstücken : formes libres, transportables et indéfinissables de gypse, de papier mâché ou de métal qui peuvent être « plantées » sur les corps, comme des appuis, des prothèses ou des plantes.
La communication et l'interaction, avec et à travers l'art, sont toujours des thèmes de base de ses travaux. Ses pièces de mobilier de ces dernières années questionnent également la frontière entre l'objet d'art et l'objet d'usage courant, depuis les années 1920.
À l'occasion de la Foire internationale d'art contemporain (Fiac) à Paris en octobre 2007, une de ses œuvres Les Pommes d'Adam est exposée sur la place Vendôme.

### Prix
- Lion d'or de la Biennale de Venise 2011[2]

## Œuvres (sélection)
- Couch, 1989, métal, 159 × 71 × 65 cm, musée d'art de Toulon

## Expositions (sélection)
- 2018 : Rétrospective, Centre Pompidou, Paris[3]